# Amaxia parva
Amaxia parva là một loài bướm đêm thuộc phân họ Arctiinae, họ Erebidae.